# Вибрирајући прстен за кондом
Вибрирајући прстен за кондом је сексуално помагало, заправо прстен који се ставља преко кондома, тако да належе на корен пениса. Производи благе вибрације стимулишући истовремено пенис и клиторис партнерке током сексуалног чина. Ово помагало такође олакшава постизање ерекције и продужава њено трајање. Прстен је направљен од еластичне силиконске гуме и лако се прилагођава свим величинама мушког полног органа. Неки модели имају могућност подешавања како би се лакше прилагодили величини пениса. Вибрације производи ултралака батерија са дугим роком трајања која је обложена силиконом тако да не постоји могућност њеног испадања или директног контакта са слузокожом.

## Начин употребе
Прстен се навлачи преко пениса у ерекцији тако да његова избочина буде окренута нагоре. Активира се притиском на прекидач и омогућава од 18 до 25 минута ужитка. Препоручује се за једнократну употребу и нема контрацептивна својства.